# Ельтай (Буландынский район)
Ельта́й (каз. Елтай) — село в Буландынском районе Акмолинской области Казахстана. Входит в состав Алтындынского сельского округа. Код КАТО — 114035400.

## География
Село расположено в восточной части района, возле озера Шортанды, на расстоянии примерно 38 километров (по прямой) от административного центра района — города Макинск, в 10 километрах к югу от административного центра сельского округа — села Алтынды. 
Абсолютная высота — 379 метров над уровнем моря.
Ближайшие населённые пункты: село Никольское — на юге, село Боярка — на севере.

## Население
В 1989 году население села составляло 224 человек (из них казахи — основное население).
В 1999 году население села составляло 217 человек (108 мужчин и 109 женщин). По данным переписи 2009 года, в селе проживало 145 человек (75 мужчин и 70 женщин).
| Численность населения | Численность населения | Численность населения |
| 1989                  | 1999                  | 2009                  |
| --------------------- | --------------------- | --------------------- |
| 224                   | ↘217                  | ↘145                  |

## Улицы[5]
- ул. Богенбая
- ул. Уялы